# Józef Nietyksza
Józef Nietyksza (Nietyxa) herbu Mora – komornik ziemski warszawski w 1781 roku, szambelan Stanisława Augusta Poniatowskiego w 1790 roku, komisarz do zbierania ofiar w 1789 roku, sędzia ziemiański warszawski, konsyliarz konfederacji targowickiej ziemi warszawskiej, sędzia Sądu Kryminalnego Księstwa Mazowieckiego w czasie insurekcji kościuszkowskiej.
W 1764 roku podpisał z ziemią warszawską elekcję Stanisława Augusta Poniatowskiego.